# Charles Klapow

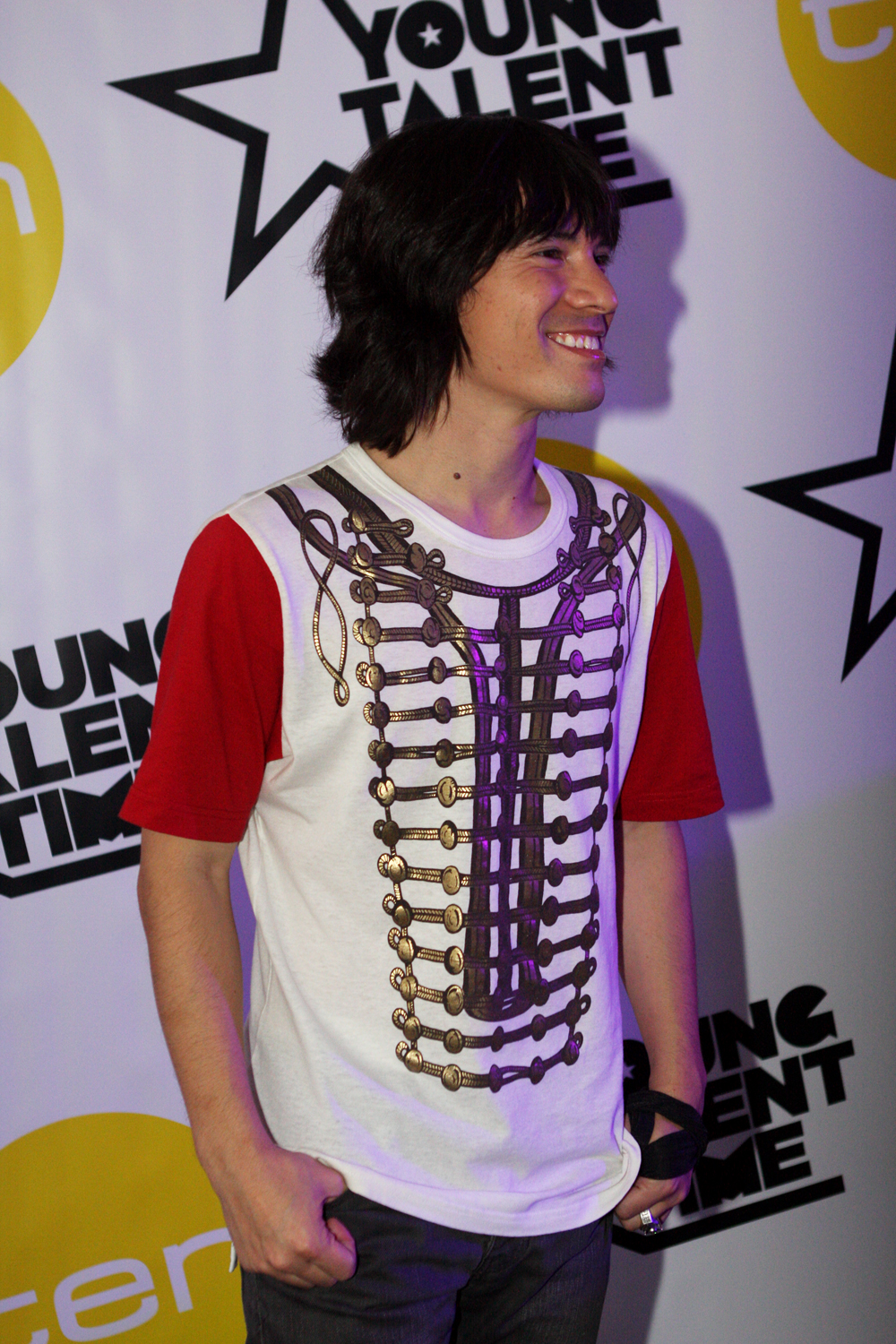

Charles Klapow (5 de julho de 1980) é um coreógrafo norte-americano.

## Trabalhos mais conhecidos
- High School Musical 1, 2 e 3
- Hannah Montana e Miley Cyrus Show: O Melhor Dos Dois Mundos
- Miley Cyrus - Live In Berlin
- Michael Jackson's This Is It